# Rilić
A Rilić egy hegység Horvátországban, a tágabb értelemben vett Biokovo-hegység része, annak délkeleti természetes kiterjesztése.

## Leírása
A Rilić-hegység körülbelül 30 km-re húzódik az Adriai-tenger partjával párhuzamosan az északnyugati Podgorától a délkeleti Baćinai-tóig. Északnyugaton Biokovótól egy alacsonyabb terület választja el, amely Podgorától a Hrastovac hágó felett (601 m) Vrgorac felé húzódik. Lejtői meredeken esnek a tenger felé. Legmagasabb csúcsa a Velika Kapela (1160 m). További jelentősebb csúcsok a Šapašnik (920 m) és a Sveti Ilija (773 m). A hegység döntően karsztos mészkőből épült. A délnyugati hegyalján vezet keresztül az Adriai főút a keleti hegyalján pedig a Vrgorac-Ploče út.